# Vaiolo bovino
Il vaiolo bovino è una zoonosi virale che si manifesta negli animali, limitatamente alle mammelle e ai capezzoli, e negli esseri umani con lesioni simili quelle del vaiolo, ma in forma molto più lieve e di solito, nel caso dei mungitori, con lesioni limitate alle mani.

## Eziopatogenesi
L'agente causale è il virus del vaiolo bovino, un virus a DNA a doppio filamento, rivestito da una doppia membrana virale, appartenente alla famiglia Poxviridae, sottofamiglia Chordopoxvirinae, genere Orthopoxvirus. Caratteristica unica dei poxvirus è quella di riprodursi nel citoplasma delle cellule infettate. Per quanto riguarda le proprietà immunologiche e la sensibilità degli animali, il virus del vaiolo bovino è molto simile al virus vaccinico (Vaccinia virus), il virus utilizzato per la vaccinazione contro il vaiolo; probabilmente il virus vaccinico è stato originato dal virus del vaiolo bovino, ma il passaggio negli animali da laboratorio ha portato col tempo all'acquisizione di nuove proprietà
Nonostante il nome, si ritiene che ospiti naturali del virus siano i roditori, in particolare le arvicole, e non i bovini. Possono essere infettati anche i gatti, cacciatori delle arvicole. La malattia è ormai molto rara. Nel Regno Unito si registrano uno o due casi l'anno che si manifestano di solito con una sola lesione nella sede dell'inoculazione: una vescicola che evolve in genere in papulo-pustola, forma successivamente una crosta e infine cade, rivelando una cicatrice.

## Storia

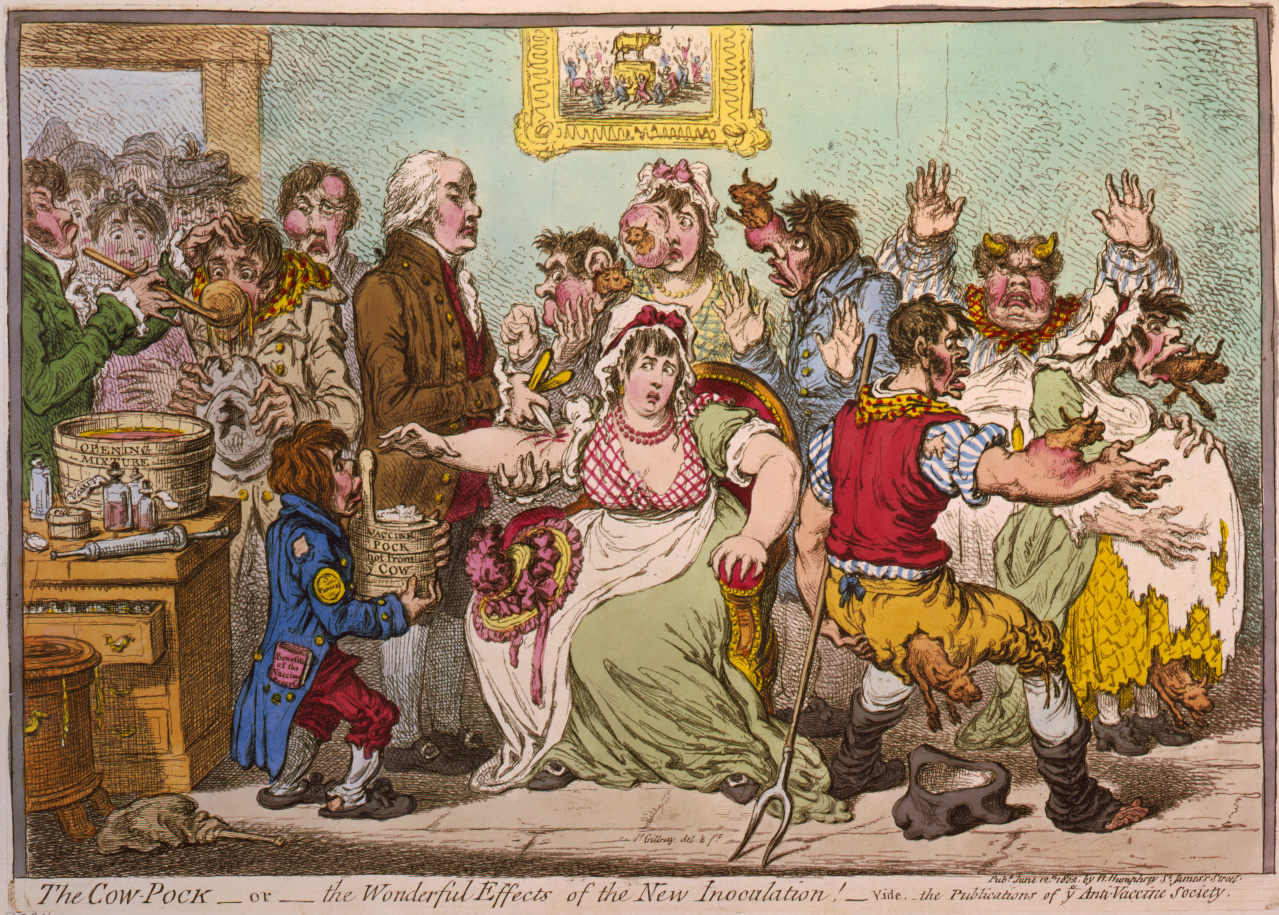
James Gillray, Incisione satirica sull'inoculazione del vaccino da parte di Jenner

Il vaiolo bovino ha un ruolo nella storia della medicina in quanto del materiale proveniente da esso fu utilizzato dal medico inglese Edward Jenner per la formulazione del primo vaccino propriamente detto, il vaccino antivaioloso (1796). Jenner si accorse che le donne addette alla mungitura delle vacche contraevano spesso il vaiolo bovino (anche chiamato vaiolo vaccino), ma difficilmente il vaiolo umano. Jenner provò a vaccinare un bambino di otto anni con pus proveniente da pustole presenti sulla mano di una mungitrice con vaiolo bovino; più tardi infettò il bambino con siero proveniente da pustole di un paziente con vaiolo umano, verificando in tal modo l'immunità anche a quest'ultima, e molto più pericolosa, malattia. Questo esperimento rappresentò il primo caso documentato di prevenzione attiva di una malattia, anche se in passato erano già stati fatti altri tentativi di immunizzazione, come la variolizzazione.